# 리처드 기어
리처드 티퍼니 기어(영어: Richard Tiffany Gere, 1949년 8월 31일 ~ )는 미국의 배우이다.
1978년작 《천국의 나날들》에서 첫 주연을 맡았다. 이후 1980년 《아메리칸 지골로》에서 상업적 성공을 거뒀고, 1982년 《사관과 신사》, 1990년 《귀여운 여인》, 1999년 《런어웨이 브라이드》 등 꾸준히 대표작을 만들며 배우로서의 입지를 굳혔다. 부드럽고 자상한 역할로 널리 알려져 있으나 《프라이멀 피어》와 같은 스릴러 영화나 《자칼》과 같은 액션영화에서도 나쁘지 않은 흥행 성적을 거두었다.

## 출연 작품

### 영화
- 미정 《오, 캐나다》
- 2017년 《쓰리 크라이스트》
- 2017년 《오펜하이머 스트레트지》
- 2017년 《더 디너》 - 스탠 역
- 2016년 《노만: 언, 뉴요커의 신분 상승과 몰락》
- 2007년 《헌팅 파티》
- 2006년 《혹스: 욕망의 법칙》
- 2005년 《다섯 번째 계절》
- 2004년 《섈 위 댄스?》
- 2002년 《시카고》
- 2002년 《모스맨》
- 2000년 《닥터 T》
- 2000년 《뉴욕의 가을》 - 윌 킨 역
- 1999년 《런어웨이 브라이드》
- 1997년 《자칼》
- 1996년 《프라이멀 피어》
- 1995년 《카멜롯의 전설》
- 1993년 《써머스비》
- 1992년 《최종 분석》
- 1990년 《유혹은 밤 그림자처럼》
- 1990년 《귀여운 여인》
- 1990년 《사랑할 때와 이별할 때》
- 1983년 《브레드레스》
- 1982년 《사관과 신사》
- 1980년 《아메리칸 지골로》
- 1979년 《전장의 우정》
- 1978년 《좋은 형제들》
- 1978년 《천국의 나날들》
- 1977년 《미스터 굿바를 찾아서》

### 뮤지컬
- 1973년 《그리스》 - 데뷔

### 드라마
- 1975년 《특수 경찰》

## 수상 경력
- 2003년 제60회 골든글로브상 뮤지컬, 코미디부문 남우주연상
- 2010년 제45회 골든 카메라 어워드 Best International Actor 수상